# جیسون کاسترو (خواننده)
جیسون کاسترو (انگلیسی: Jason Castro؛ زادهٔ ۲۵ مارس ۱۹۸۷) یک موسیقی‌دان اهل ایالات متحده آمریکا است.
 وی از سال ۲۰۰۷ میلادی تاکنون مشغول فعالیت بوده‌است و در فصل 7 امریکن آیدل حضور داشته است.